# Larry Sellers
Larry Sellers (Pawhuska, 2 ottobre 1949 – 8 dicembre 2021) è stato un attore e stuntman statunitense, di origini native americane.
Di origini Osage, Cherokee e Lakota, divenne noto per il ruolo di "Nube che corre" nella serie tv La signora del West e per aver interpretato un indiano magico in Fusi di testa 2 - Waynestock.

## Filmografia parziale

### Cinema
- Revolutions, regia di Hugh Hudson (1985)
- Assassination, regia di Peter Hunt (1987)
- Tale padre tale figlio (Like Father Like Son), regia di Rod Daniel (1987)
- Fusi di testa 2 - Waynestock (Wayne's World 2), regia di Stephen Surijk (1993)
- Jack colpo di fulmine (Lightning Jack), regia di Simon Wincer (1994)
- Killers of the Flower Moon, regia di Martin Scorsese (2023)

### Televisione
- Crime Story – serie TV, episodio pilota (1986)
- Una famiglia come le altre (Life Goes On) – serie TV, un episodio (1989)
- La signora del West (Dr. Quinn, Medicine Woman) – Serie TV, 76 episodi (1993-1998)
- Walker Texas Ranger (Walker, Texas Ranger) – serie TV, un episodio (1994)
- Beverly Hills 90210 – serie TV, 2 episodi (1995)
- I Soprano (The Sopranos) – Serie TV, un episodio (2002)

## Doppiatori italiani
Nelle versioni in italiano delle opere in cui ha recitato, Larry Sellers è stato doppiato da:
- Gianfranco Gamba in La signora del West, Dr. Quinn - Il film
- Diego Reggente ne I Soprano
- Francesco De Francesco in Crime Story - Le strade della violenza (ridoppiaggio)